# Sherlock Holmes: L'Aventura
Sherlock Holmes: L'Aventura (en anglès Sherlock Holmes: The Awakened) és un videojoc en primera persona creat pels estudis Frogwares i distribuït per FX Interactive. És el tercer joc de la sèrie de videojocs inspirada en el famós detectiu, creat per Sir Arthur Conan Doyle.

## Trama
El 6 de setembre del 1894, Sherlock Holmes mira per la seva finestra, avorrit ja que no té cap cas per resoldre que sigui digne del seu talent. Al cap d'una estona, s'assabenta de que un jove majordom maorí, que treballa per al Capità Stenwick, ha desaparegut misteriosament. Holmes ràpidament dedueix no només que el noi ha estat raptat, ans també que dos homes—un significativament més gran que l'altre— van ser els responsables. Algunes pistes apunten als molls al costat del Tàmesi, i allí, ell i Watson descobreixen que hi ha hagut altres segrestos molt similars a aquest. Amb més recerca es dirigeixen a un temple abandonat, a l'interior del qual hi ha un altar de sacrificis ocupat per un cos ensangonat i torturat amb serps lliscant-se per sobre d'una manera espantosa. També troben opi amb morfina, i aquest descobriment els dirigeix a Suïssa, després de trobar una caixa amb el nom "Institut Edelweiss Negre".
L'Institut Edelweiss Negre resulta ser un asil mental suís, i Holmes i Watson preparen un petit pla per esbrinar més sobre el lloc. Vestint una disfressa i fingint ser una altra persona, Holmes aconsegueix que el tanquin al centre. Després d'escapar de la seva cel·la, es troba amb una prova més de tràfic de drogues, així com el grau de les malvestats del Dr. Gygax, director de l'institut. No només el metge ha estat fent experiments perillosos amb víctimes indefenses de l'asil, també és part d'un culte que espera l'arribada del "Únic". Per escapar de Gygax i de l'asil, Holmes utilitza a Moriarty com a distracció (que és un pacient en estat feble i amnésic després d'haver sobreviscut a la caiguda de les cascades de Reichenbach) recordant-li l'odi que té cap a Sherlock Holmes i enganyant-lo dient que és el Dr. Gygax.
La seva propera parada és Nova Orleans (que va ser esmentada en un telegrama a Gygax), on Holmes i Watson senten parlar de Davy, un jove que no ha estat vist des de fa cinc dies. El troben, tot i així mut a causa d'un trauma psicològic. Després de tractar-lo Watson, Davy escriu en una pissarra una sèrie de nombres, que resulten ser coordenades que apunten a un far en una costa escocesa. Allà, Holmes i Watson tenen un enfrontament final amb els adeptes seguidors de Cthulhu i el seu líder Lord Rochester, la fortuna del qual finança la secta.
Holmes aconsegueix aturar la invocació, però una furiosa tempesta apareix, que Rochester interpreta com l'arribada de Cthulhu. Holmes intenta aturar Rochester, peròaquest salta a la seva mort dins l'embravit mar. Quan l'aventura acaba, Watson, que pateix de constants malsons, comença a escriure sobre els esdeveniments que van viure, mentre Holmes continua preocupat pel futur, ja que en la seva fugida de l'asil mental va alliberar al seu enemic Moriarty i li ha recordat la seva enemistat, per la qual cosa es tracta d'una situació temporal que amenaça la tranquil·litat del Regne Unit.

## Curiositats
- Durant l'aventura, Sherlock i Watson topen amb Hèrcules Poirot, un altre detectiu fictici creat per Agatha Christie, però encara sent un nen. Com  que ell rep l'ajuda d'Holmes per resoldre un puzle, Watson li diu que per resoldre grans problemes s'han d'utilitzar totes les "cèl·lules grises del cervell".
- El videojoc, a més de fer referència a Sherlock Holmes, el detectiu fictici d'Arthur Conan Doyle, esmenta el mite de Cthulhu, creat per un dels mestres de la literatura fantàstica: H.P. Lovecraft.
- Sigmund Freud apareix a l'Institut Edelweiss Negre, a Suïssa, com un dels pacients del pis subterrani. Es troba dins d'una cel·la, recolzat sobre el seu matalàs en forma de divan, ja que posteriorment començaria a utilitzar-lo per a la teràpia de la psicoanàlisi.
- Al diari Strand que es recull en iniciar i quan s'ha d'acabar el joc es poden llegir dues notícies de robatoris recentment comeses per una persona d'identitat desconeguda que tan sols ha deixat una nota amb les inicials "A.L.", que clarament són les primeres lletres del nom de Arsène Lupin, el famós lladre de guant blanc que apareix a la seqüelaSherlock Holmes i el rei dels lladres.[3]